# Магон (озеро)
Магон (англ. Magone Lake) — небольшое озеро на северо-западе Большого Бассейна в округе Грант, Орегон, США. Площадь водного зеркала — 0,2 км² (50 акров), по другим данным — 0,12 км². Глубина достигает 30 м (100 футов). Озеро лежит на высоте 1522 или 1524 м над уровнем моря. Водоём образовался в результате запруживания русла реки Лейк-Крик в начале XIX века.
Находится на территории Национального леса Малур примерно в 16 км (10 милях) к северу от города Джон-Дей. В озеро впадает река Лейк-Крик, а вытекает Ист-Форк-Бич-Крик. Озеро изобилует речной форелью и американской палией, является популярным местом рыбалки. На озере располагается кемпинг, содержащийся на средства Лесной службы США.